# XPT (鉄道車両)
XPT（eXpress Passenger Trainの略）はオーストラリアニューサウスウェールズ州(NSW)の地域鉄道サービスとしてNSW TrainLinkが運営する長距離旅客列車である。シドニーとメルボルン、ブリスベンなどを結ぶ。XPTはイギリス国鉄(BR)のインターシティー125(HST)を基に設計されており、1982年4月に運行を開始した。

## 歴史

### 開発
1976年のニューサウスウェールズ州選挙では、公共交通機関の改善が大きな問題であり、政府の公約の1つは、州内の長距離列車用に新型車両を導入することであった。
1978年1月に、公共交通委員会は、25台の高速鉄道車両の入札を行った。1971年にコモンウェルス・エンジニアリング(Comeng)が西オーストラリア州政府鉄道に納入したProspectorのような車両を想定していたが、入札者はどんなタイプの車両でも提案することができた。Comengは、1976年10月に英国で就航したBR設計のHSTに基づく列車の入札を提出した。
1979年8月にComengが落札者として発表され、入札は100台の車両を要求したが、1980年3月の契約で注文されたのは、2台の予備動力車を備えた5両編成の列車4編成を形成するのに十分な10台の動力車、20台の客車の車両の計30台のみであった。
HSTと比べてXPTは、動力車は50センチメートル (19.7 in)短く、Paxman Valenta エンジンの出力は2,250 - 2,000馬力 (1,680 - 1,490 kW)に下げられ、営業運転速度は160キロメートル毎時 (99 mph)以下に設定された。サスペンションはより状況の悪い路線でも動作するように変更され、エアフィルターと冷却システムはより高温でほこりの多いオーストラリアの条件に対応するように変更された。ただし、XPTの理論的最高速度は200キロメートル毎時 (120 mph)である。 屋根に取り付けられた3つのハイビームスポットライトとともに、別のライトクラスターが取り付けられた。客車については、イギリスのマーク3客車は不適格と見なされ、バッド社設計のステンレス製車輌が製造された。

### 運行

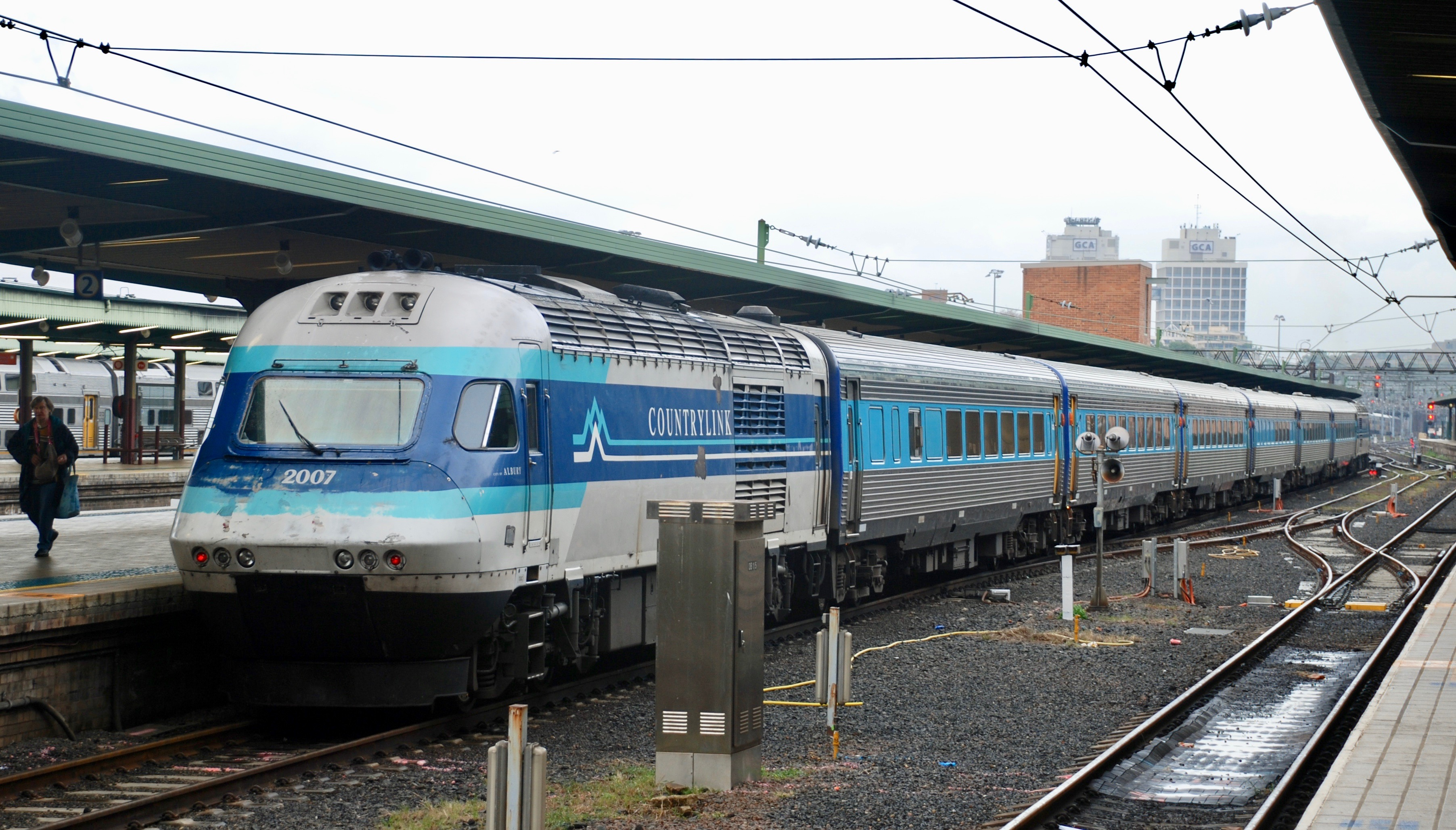
最初のCountryLinkのカラーリングのXP2007 (2009年5月,シドニー中央駅)

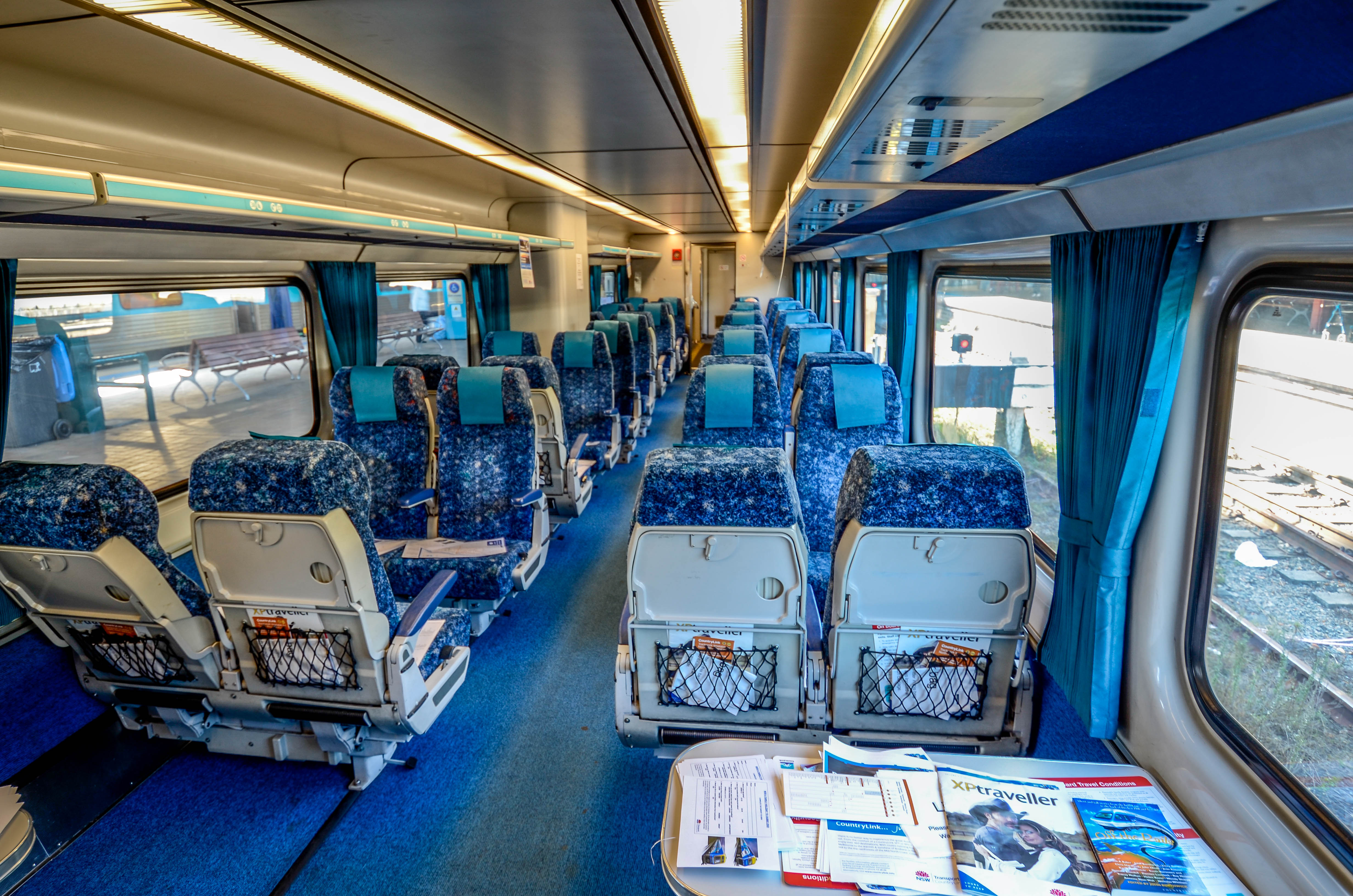
ファーストクラス

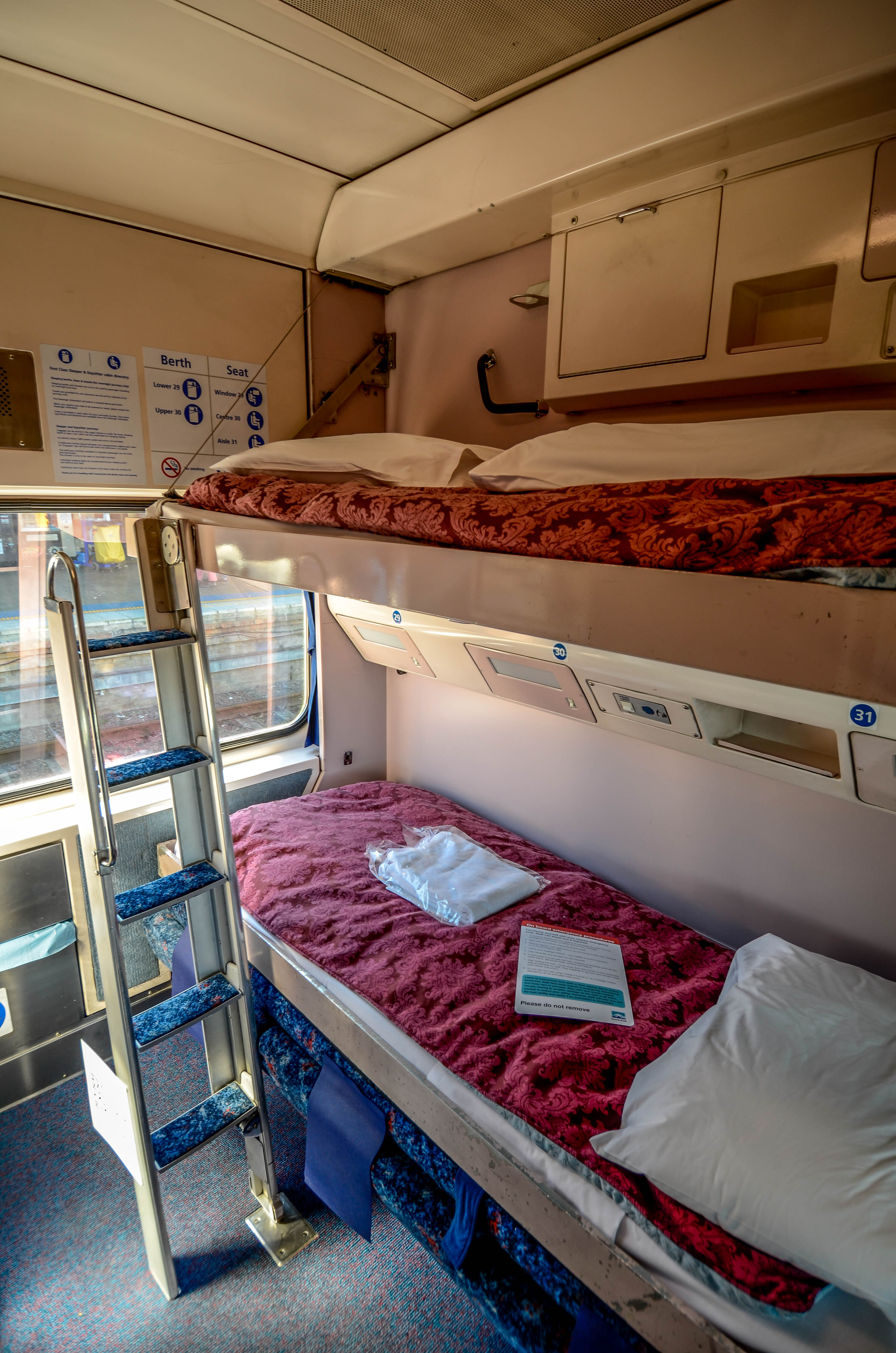
XAM寝台車の客室(寝台構成)

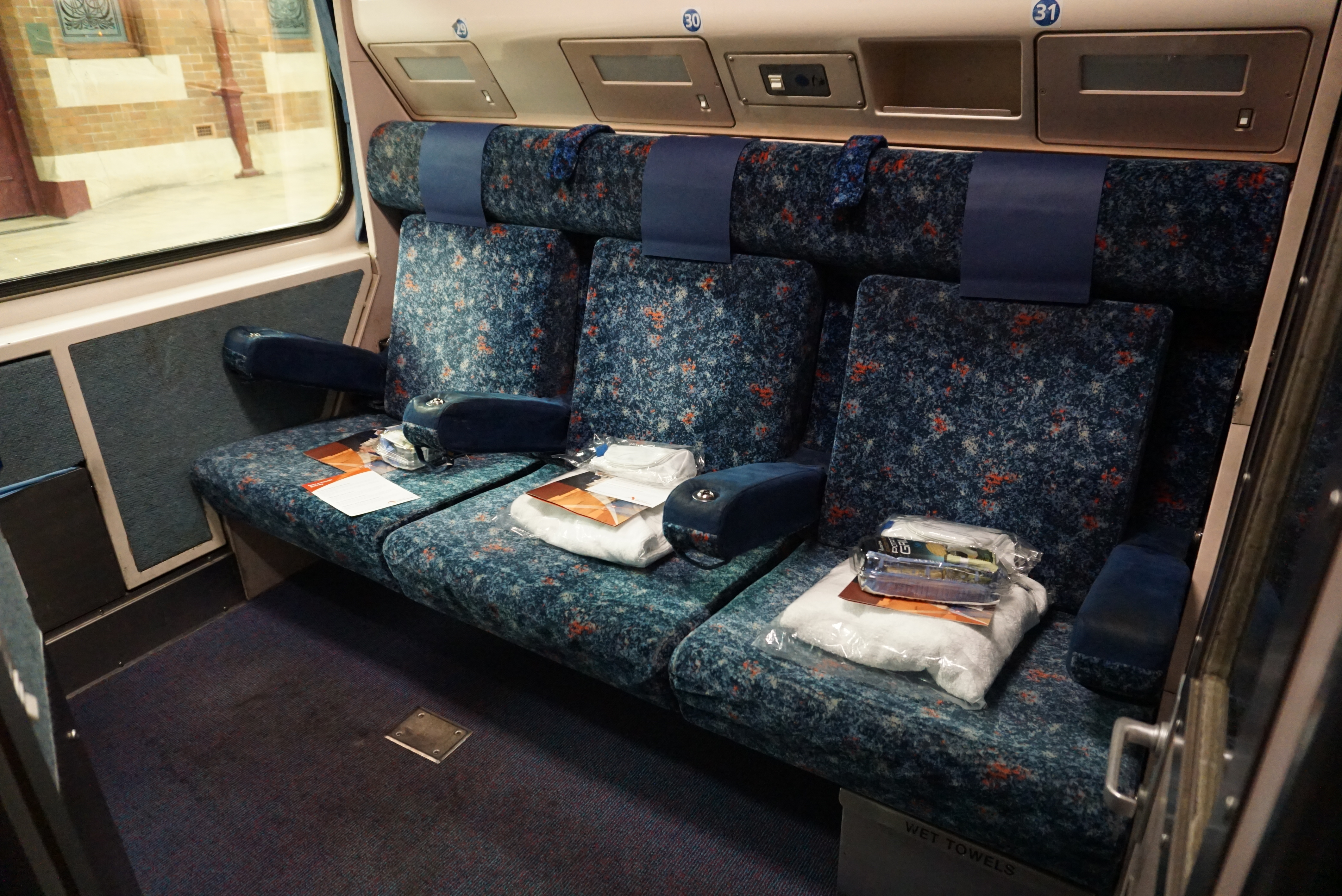
XAM寝台車の客室(ファーストクラス日中構成)シートバックは前に折りたたまれ、2つの寝台のうちの低い方の寝台が座席として提供される。

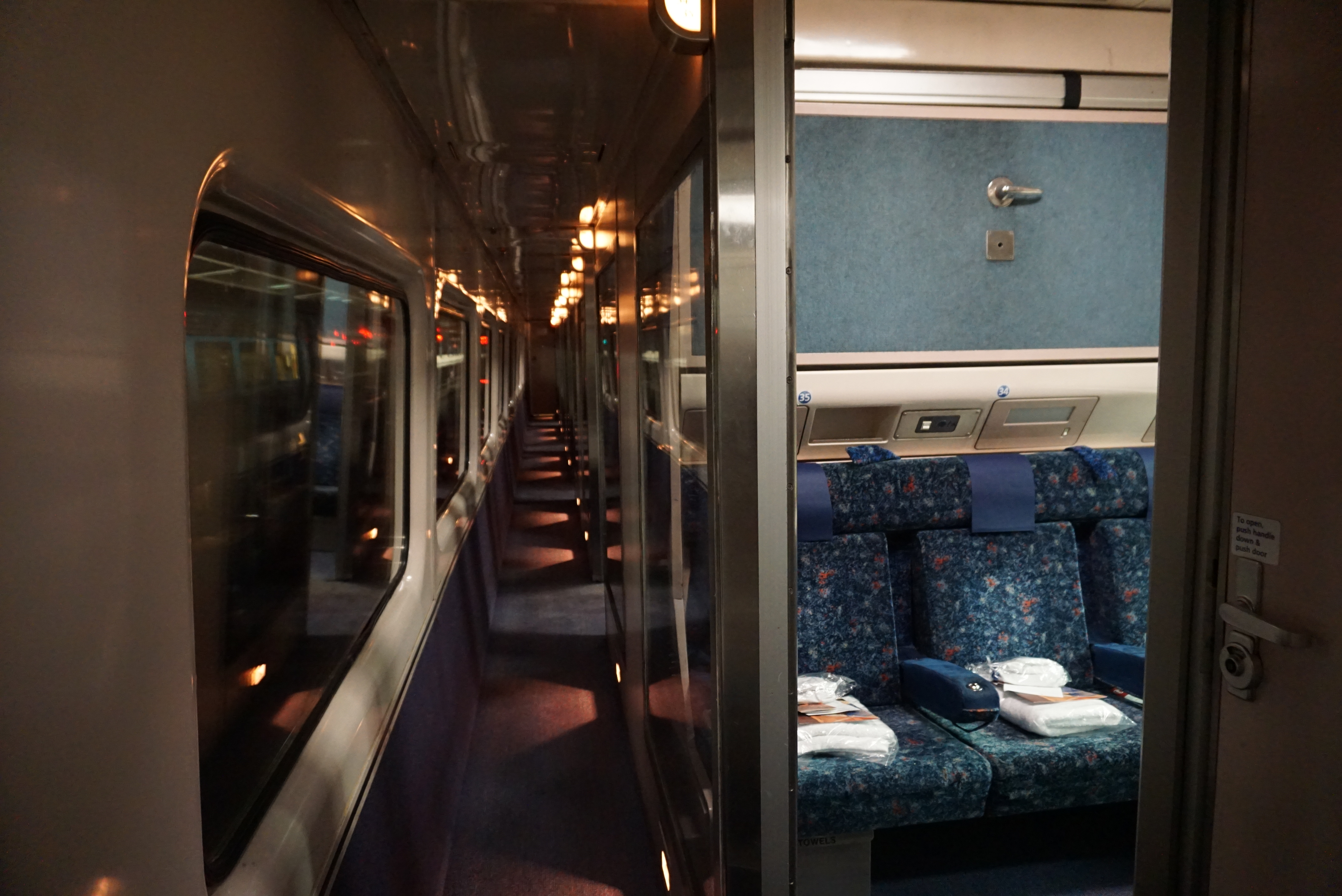
XAM寝台車の旅客通路。客室は日中構成。

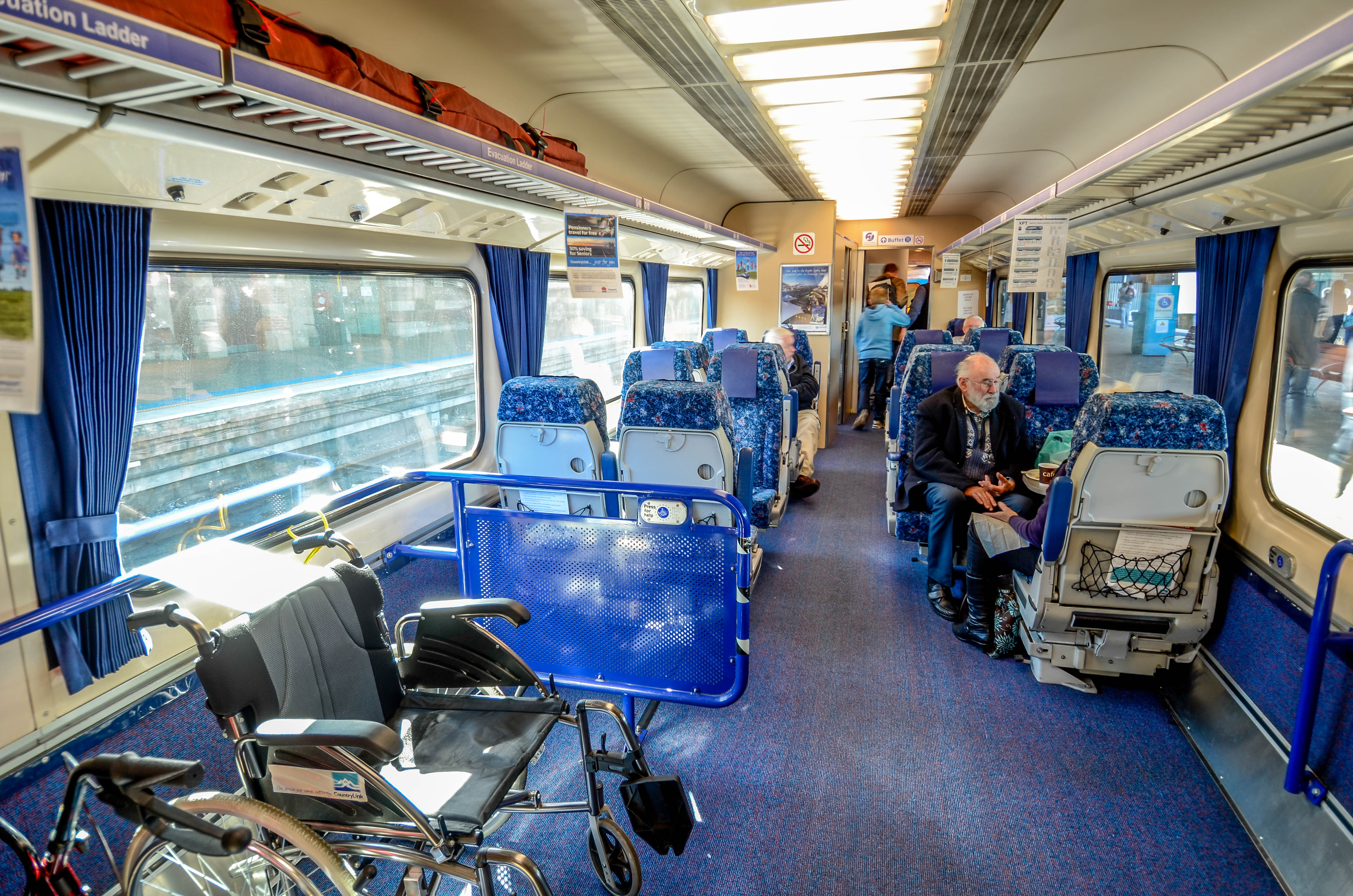
XBR客車の車内。手前にファーストクラスのサロン、奥にビュッフェコンパートメントがある。

最初の動力車とトレーラーは、1981年8月にステンレス製ラゲッジバンを使ったテストを開始した。 最初のXPTのカラーリングは赤、黒、オレンジで、動力車にはInterCity XPTのサインがあった。1981年9月6日にオルベリーへのデモ走行で、ニューサウスウェールズ州南部のテーブルトップとGerogeryの間でXPTはオーストラリアの新しいスピード記録の183km/hに達し、1971年に西オーストラリア州政府鉄道のプロスペクター鉄道車両が記録した速度を超えた。1992年9月18日のオルベリーへのテスト実行で、XPTはテーブルトップとYerongクリーク間で193km/hに達した。 目標速度は200km/hであった。 この記録は、1999年5月にクイーンズランド鉄道の電気傾斜列車によって破られた。
最初の完全なテストXPTセットは1982年1月に実行された。4セットは1982年4月に中央西部XPTでダボへ、1982年5月に中部北海岸XPTでケンプシーへ、そして1982年8月にリバリーナXPTでオルベリーに就航した
1983年には、さらに5台の動力車と15台のトレーラーが発注された。これらにより、1983年8月にキャンベラXPTが開始され、続いて1984年6月にグレンインズとテンターフィールド（週2回のみ）へ向かう北部テーブルランドXPTが運行開始した。 XPTによるシドニーとキャンベラ間の所要時間は50分短縮された。 運用の見直しにより、オーバーベリーへの夜間サウスXPTが導入されたが、利用者が少ないため1985年6月にキャンセルされた。 1985年には、7台の車両の6編成を形成できるように、さらに12台のトレーラー車両が発注された。 1985年10月から、ノースコースト中部のXPTからケンプシーまでが停止し、ホリデーコーストXPTがグラフトンまでに変更された。ノーザンテーブルランズXPTもアーミデイルに短縮され、HUB/RUBセットと交互に隔日で運行された。
当初、XPTは、通常の機関車牽引の列車よりも割増の運賃を必要とした。しかし、これは1985年5月から廃止された。 
V/Lineと経費を分担してサザン・クロス駅まで事業を拡大することが提案された。1990年11月に、XP2012-XDH2111-XDR2156-XD2219-XD2215-XFH2015-XP2008で編成されたメルボルン行きのプロモーション列車が運転された。 1985年2月にメルボルンでさらにデモが行われた。 乗組員の訓練は、1985年7月にオルベリーとベナラの間のノースイーストラインで始まり、8月3日にサービスが開始される予定であったが、オーストラリア連邦機関の従業員労働組合と、クルーについての合意に達することができず、計画は棚上げされた。
1988年3月の州政府の選挙後、コンサルタント会社のブーズ・アレン・ハミルトンは、NSW鉄道サービスに関する報告書の作成を依頼された。この報告書は採算性の観点から、州内の長距離旅客鉄道を廃止することを推奨した。しかし、これは政治的に受け入れられなかった。 報告書は、鉄道を維持する必要がある場合、運行本数を削減してXPTだけで運用することを推奨していた。
1990年2月、ブリスベンリミテッドとパシフィックコーストモトレールが運行を取りやめ、ブリスベンとマーウィランバへのXPTサービスに置き換えられた。これらの運行に使う車両を提供するために、キャンベラXPTは機関車牽引の列車に置き換えられた。また、ノーザンテーブルランズエクスプレスは、タムワースへの日帰り便に短縮された。
1990年6月には、政府はXplorersの編成を購入しアーミデールとモリーへのサービスを再導入する。これらが1993年10月に導入されたとき、北部テーブルランドXPTは終了し、グラフトンへのサービスは機関車牽引は車両に変更された。
1990年10月、政府はブリスベン、マーウィランバ、メルボルンへの夜間サービスに使用するために8台の寝台車を注文することを発表した。 これらは、ニューサウスウェールズ州政府とビクトリア州政府が共同で資金を提供した4台の動力車と13台のトレーラーについて、1991年にダンデノンの ABB Transportationが発注した注文に含まれていた。 同時に、初期の車両がCountryLinkのカラーリングで再描画された。
1993年11月、XPTは、夜間シドニー/メルボルンエクスプレスの機関車牽引列車を置き換えた。 1994年12月に、オルベリーからRiverina XPTを拡張することにより、メルボルンへのXPTデイライトサービスが導入された。
1995年に、CountryLinkは3台のスウェーデン鉄道X 2000傾斜車両を試運転した。3月に全国ツアーを実施した後、1995年4月23日から6月18日まで、キャンベラのサービスで改造されたXPTパワーカーXP2000およびXP2009を使用した。
2003年以来、XPTは毎年1月パークスエルビス祭のためにパークスまで運行された。 マーウィランバラインの閉鎖に伴い、XPTサービスは2004年5月からカシノに戻された。 2013年10月に、ブッシュ火災によってリスゴーの西に1編成が孤立し、ブロークンヒルへのアウトバックエクスプロラーサービスに配備された。

### 事故と事件
1991年5月3日、XPT動力車がニューサウスウェールズ州とビクトリア州の国境近くのヘンティで脱線し、運転手と乗客6人が負傷した。
2001年1月27日、XPTはニューサウスウェールズ州Gerogeryで踏切で車と衝突した。車の中の5人が死亡し、列車が脱線した。
2020年2月20日、シドニーからメルボルン行きのXPTが午後7時45分頃、ビクトリア州ワランの近くで脱線し、列車の運転手とパイロットが死亡し、12人が負傷した。

### 置き換え
2016年10月、NSW政府はNSW TrainLink Regional Train Projectの一環としてXPTを置き換えることを発表した。 CAFとの契約は2019年2月に署名され、XPTは2023年から置き変えられる予定である。 

## サービス
XPTフリートは現在、シドニーからメルボルン、ブリスベン、ダボ、グラフトン、カシノまでのサービスで使用されている。
シドニー～メルボルン間は毎日2往復運行されている。所要時間は約11時間。距離は953km（東京～山口に相当）。

### 運用サイクル
ダボへの運用は専用の編成があてられ往復運行をしている。他の7編成は、以下のように7日間のサイクルで運行している：
- 1日目：07:42にシドニーを出発し18:30にメルボルンへ到着、19:50にメルボルンからシドニーへ出発
- 2日目：06:58にシドニーへ到着、11:41にシドニーを出発し22:15にグラフトンへ到着
- 3日目：05:15にグラフトンを出発し15:45にシドニーへ到着、20:42にシドニーからメルボルンへ出発
- 4日目：07:30にメルボルンに到着、08:30にメルボルンを出発し19:59にシドニーへ到着
- 5日目：07:08にシドニーを出発し18:41にカシノへ到着、19:30にカシノからシドニーへ出発
- 6日目：07:01にシドニーへ到着、14:41にシドニーからブリスベンへ出発
- 7日目：04:53にブリスベンに到着、05:55にブリスベンから出発し20:10にシドニーへ到着

シドニーの各停車時間の間に、列車はシデナム駅の南にあるXPTサービスセンターで整備される。このパターンにより、XPTは世界中で最も利用されている列車群の1つになり、サイクルのダウンタイムはわずか3つの重要な期間に過ぎない。これには、2日目から3日目までのグラフトンでの1泊のステイブリング、および4日目から5日目および7日目と1日目の間のシドニーでの2泊のステイブリングが含まれる。
2020年6月26日の時点で、11:41のシドニーからグラフトンまでの昼のXPTと19:30の夜間カシノからシドニーまでの夜行XPTは、2020年2月20日のワランでの脱線の余波でXPL 2018が使えずXPT動力車の運用に支障が生じたため道路コーチによって継続的に置き換えられた。

### フォーメーション
当初、すべてのサービスは5編成で運用されていた。追加の車両を購入した後、これは7編成に増加した。1998年には、各編成が客車6両に削減された。 2001年には、学校の休暇期間以外はすべて5両に減らされた。  現在XPTは、ノースコーストとメルボルンのサービスでダボ行きの4両（国末からXL、XBR、XF、XFHとして形成）、および5両（国末からXAM、XL、XBR、XF、XFHとして形成）で運行している。追加のXFが追加されるピーク時には客車6両になる。ダボ編成は、必要に応じて目的地側に連結し1台の動力車で運行される。

## 編成
XPTの編成は以下の車両で構成される。
- XPパワーカー 19両
- XAM寝台車 8両
- XLファーストクラスサルーン車 9両
- XBRファーストクラスのサルーン/ビュッフェ車 9両
- XFエコノミークラスのサルーン車 25両
- XFHエコノミークラスサルーン/荷物車 9両

### 動力車
当初のXPTの動力車は、1つのターボチャージャーを備えたPaxman Valenta 12RP200Lエンジンを搭載していた。これらは2000年6月から、1994年以降、一部のイギリスの鉄道高速列車で使用されていた、4基の低圧ターボチャージャーと2基の高圧ターボチャージャーを備えた1,492キロワット (2,001 hp)のPaxman VP185 12気筒ディーゼルエンジンに置き換えられた。 牽引機器はイギリスのラフバラーにあるブラシュトラクションで製造された。
動力車は、プラットフォームレベルで5つのメインコンパートメントを備えている。前方は運転席で、その後部にクリーンルーム、エンジンルーム、冷却グループ、コンプレッサールームがある。
州鉄道局はXPTがサービスを提供した目的地にちなんでXPの動力車に以下の名前を付けた。しかし、その後すべての銘板が撤去された。：
- XP2000 – City of Maitland
- XP2001 – City of Dubbo
- XP2002 – City of Brisbane
- XP2003 – City of Orange
- XP2004 – City of Kempsey
- XP2005 – City of Newcastle
- XP2006 – City of Wagga Wagga
- XP2007 – City of Albury
- XP2008 – City of Goulburn
- XP2009 – City of Murwillumbah
- XP2010 – City of Taree
- XP2011 – City of Sydney
- XP2012 – City of Tamworth
- XP2013 – City of Casino
- XP2014 – City of Grafton
- XP2015 – City of Wangaratta
- XP2016 – City of Cootamundra
- XP2017 – City of Melbourne
- XP2019 (旧 2018) – City of Coffs Harbour[65]

XP2000〜XP2014は、グランビルにあるコモンウェルス・エンジニアリングで製造され、XP2015〜XP2018は、ダンデノングにあるABBトランスポーテーションで製造された。
XPT動力車の寸法は、長さ17.30メートル、幅2.89メートル、高さ4.03メートルである。彼らは76トンの重さで、各列車の両端に2両を連結するプッシュプル構成で使われる。

### 客車
オリジナルのXPT車両は1992/93に改装された。これには、CountryLink塗装の再塗装も含まれている。2005年から2008年にかけてすべてが再び改装された。
以下は、形式、機能、番号である。
| タイプ | 提供するサービス                                                              | 車両数 | 座席定員                    | 重量（トン）                       | ID番号とコンストラクタ                                                                                      | ノート |
| XFH    | エコノミーサルーン 、予約済みの荷物コンパートメント、ガードのコンパートメント | 9      | 44                          | 40.1                               | XFH 2104 – XFH 2110、XFH 2112およびXFH 2113（ コモンウェルス・エンジニアリング ）                           | |
| XF     | エコノミーサルーン                                                            | 25     | 68                          | 40.1                               | XF 2200 – XF 2224 （ コモンウェルス・エンジニアリング ）                                                    | |
| XBR    | ファーストクラスサルーン、ビュッフェ/カフェ                                   | 9      | 21（プラス1車椅子スペース） | 43.6                               | XBR 2150 – XBR 2158（ コモンウェルス・エンジニアリング ）                                                   | XBR 2157は、エコノミークラスサルーンXD 2225とXBR 2158からエコノミーサルーン/荷物車XDH 2111から再構築された。どちらもUnited Goninan 、 Broadmeadowが作成した。                                         |
| XL     | ファーストクラスのサルーン                                                    | 9      | 56                          | 40.1（ コメン ） 39.6（ ABB輸送 ） | XL 2228 – XL 2232 （ ABBトランスポーテーション ）、XL 2233 – XL 2236 （ コモンウェルス・エンジニアリング ） | XL 2233 – 2236はユナイテッドゴニナンによってXFH / XDHサルーン/荷物車から再構築された |
| XAM    | ファーストクラスの廊下車 、ガードのコンパートメント                           | 8      | 18(寝台) 27席               | 48.3                               | XAM 2175 – XAM 2182（ ABB Transportation ）                                                                 | 9つの客室は、夜間は上下2段式の寝台として利用可能。昼間は上段を折りたたみ、下段が3座席にコンバートされる。5つのトイレ/シャワー室があり、トイレ・洗面台は壁面に収納されているものを引き出して使用する。 |

XPTの編成は、Meeks Road Triangleの境界内にあるSydenham駅の南にある専用の車庫であるXPT Service Centerで管理されている。Flemington Maintenance Depotのホイール旋盤で実行されるホイールの再プロファイリングを除いて、すべての作業はここで実行される。

## 輸出計画
1986年に、タイ国鉄にXPTの編成を作ることで合意に達した。軌間1,000 mm (3 ft 3 3⁄8 in)で同等の能力を保持するため、動力車を2.7メートル伸ばして20メートルまで拡張し、BoBoBoとすることが提案された。交渉はタイ首相がテレビで発表する段階まで進んでいたが、オーストラリア商務省が最後の時点で支持を取り下げ、契約は成立しなかった。 